# Greta Andersen

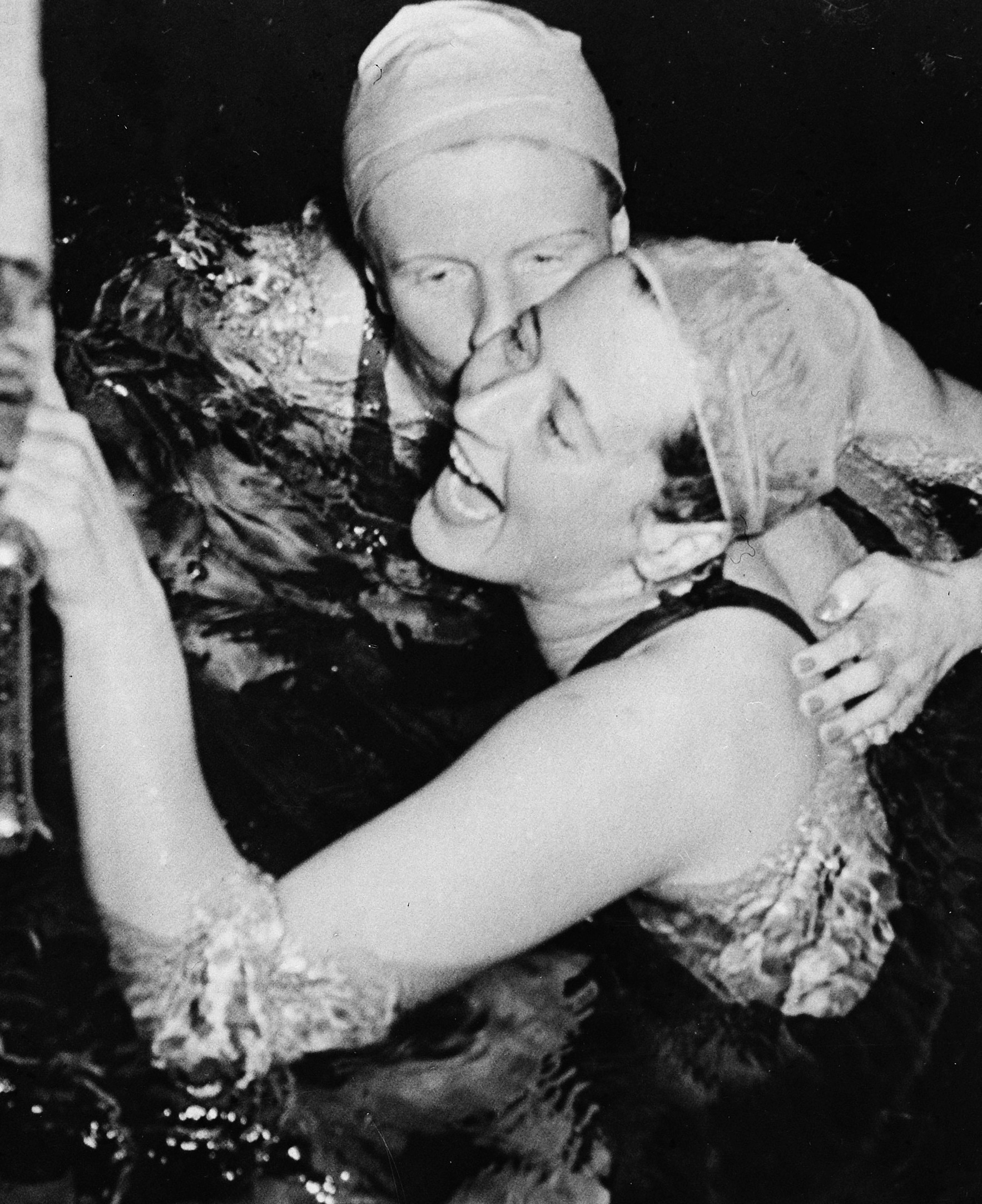
Greta Andersen in 1951

Greta Andersen (Kopenhagen, 1 mei 1927 – 6 februari 2023) was een Deens zwemster die tijdens de Olympische Spelen van 1948 goud won op de 100m vrije slag en een zilveren medaille op de 4x100m vrije slag. Daarnaast zwom ze meerdere keren Het Kanaal over.
Andersen overleed op 95-jarige leeftijd.
1912: Fanny Durack ·
1920: Ethelda Bleibtrey ·
1924: Ethel Lackie ·
1928: Albina Osipowich ·
1932: Helene Madison ·
1936: Rie Mastenbroek ·
1948: Greta Andersen ·
1952: Katalin Szőke ·
1956: Dawn Fraser ·
1960: Dawn Fraser ·
1964: Dawn Fraser ·
1968: Jan Henne ·
1972: Sandra Neilson ·
1976: Kornelia Ender ·
1980: Barbara Krause ·
1984: Nancy Hogshead/Carrie Steinseifer ·
1988: Kristin Otto ·
1992: Zhuang Yong ·
1996: Le Jingyi ·
2000: Inge de Bruijn ·
2004: Jodie Henry ·
2008: Britta Steffen ·
2012: Ranomi Kromowidjojo ·
2016: Simone Manuel/Penelope Oleksiak ·
2020: Emma McKeon ·
2024: Sarah Sjöström